# Greater Hickory Classic at Rock Barn
De Greater Hickory Classic at Rock Barn was een jaarlijks golftoernooi in de Verenigde Staten, dat deel uitmaakte van de Champions Tour. Het vond sinds 2003 telkens plaats op de Rock Barn Golf & Spa in Conover, North Carolina.
Het toernooi werd gespeeld in een strokeplay-formule met drie ronden en er was geen cut.

## Geschiedenis
In 2003 werd het toernooi opgericht als het Greater Hickory Classic at Rock Barn en de eerste editie werd gewonnen door de Amerikaan Craig Stadler. In 2010 werd het toernooi vernoemd tot de Ensure Classic at Rock Barn en een jaar later werd de naam van het toernooi teruggezet en wordt sindsdien niet meer veranderd. Sinds 2013 werd Kia een van de hoofdsponsor voor dit toernooi.

## Winnaars
| Jaar                                     | Winnaar                              | Score                                | Score                                | Info                                 |
| Greater Hickory Classic at Rock Barn     | Greater Hickory Classic at Rock Barn | Greater Hickory Classic at Rock Barn | Greater Hickory Classic at Rock Barn | Greater Hickory Classic at Rock Barn |
| ---------------------------------------- | ------------------------------------ | ------------------------------------ | ------------------------------------ | ------------------------------------ |
| 2003                                     | Craig Stadler                        | 201                                  | –15                                  |                                      |
| 2004                                     | Doug Tewell                          | 202                                  | –14                                  |                                      |
| 2005                                     | Jay Haas                             | 200                                  | –16                                  |                                      |
| 2006                                     | Andy Bean po                         | 201                                  | –15                                  | Won de play-off van R.W. Eaks        |
| 2007                                     | R.W. Eaks                            | 199                                  | –17                                  |                                      |
| 2008                                     | R.W. Eaks                            | 200                                  | –16                                  |                                      |
| 2009                                     | Jay Haas                             | 198                                  | –18                                  |                                      |
| Ensure Classic at Rock Barn              |                                      |                                      |                                      |                                      |
| 2010                                     | Gary Hallberg                        | 198                                  | –18                                  |                                      |
| Greater Hickory Classic at Rock Barn     |                                      |                                      |                                      |                                      |
| 2011                                     | Mark Wiebe po                        | 197                                  | –19                                  | Won de play-off van James Mason      |
| 2012                                     | Fred Funk                            | 201                                  | –15                                  |                                      |
| Greater Hickory Kia Classic at Rock Barn |                                      |                                      |                                      |                                      |
| 2013                                     | Michael Allen                        | 197                                  | –19                                  |                                      |
| 2014                                     | Jay Haas                             | 196                                  | –17                                  |                                      |

| Toernooirecord |  | po = winnaar na play-off |